# Plagiostigme couraliae
Plagiostigme couraliae är en svampart som beskrevs av Syd. 1925. Plagiostigme couraliae ingår i släktet Plagiostigme, ordningen Diaporthales, klassen Sordariomycetes, divisionen sporsäcksvampar och riket svampar.   Inga underarter finns listade i Catalogue of Life.